# Buckingham (Florida)
Buckingham es un lugar designado por el censo ubicado en el condado de Lee en el estado estadounidense de Florida. En el Censo de 2010 tenía una población de 4036 habitantes y una densidad poblacional de 84,35 personas por km².

## Geografía
Buckingham se encuentra ubicado en las coordenadas 26°39′57″N 81°44′51″O / 26.66583, -81.74750. Según la Oficina del Censo de los Estados Unidos, Buckingham tiene una superficie total de 47.85 km², de la cual 47.2 km² corresponden a tierra firme y (1.36%) 0.65 km² es agua.

## Demografía
Según el censo de 2010, había 4036 personas residiendo en Buckingham. La densidad de población era de 84,35 hab./km². De los 4036 habitantes, Buckingham estaba compuesto por el 91.45% blancos, el 3.54% eran afroamericanos, el 0.15% eran amerindios, el 0.47% eran asiáticos, el 0% eran isleños del Pacífico, el 2.38% eran de otras razas y el 2.01% pertenecían a dos o más razas. Del total de la población el 10.13% eran hispanos o latinos de cualquier raza.